# Ada, condesa de Atholl
Ada, condesa de Atholl (h. 1221 – 25 de diciembre de 1266), fue la hija y heredera de la condesa Forbhlaith de Atholl y su marido, David de Hastings. Forbhlaith, a su vez, fue la heredera del condado (mormaerdom) de Atholl, ubicado en las Tierras Altas. Ada fue condesa de Atholl suo iure, es decir, poseyó el título por derecho propio, y no por su marido. Heredó el título de su madre, que también fue condesa de Atholl suo iure. Tras su muerte, el condado pasó a su hijo, David de Strathbogie, que sería el primero de los condes de Atholl con el apellido Strathbogie. John, el padre de David, pudo utilizar el título de conde, pero solo lo poseyó por derecho de su esposa, por lo que fue conde iure uxoris, al igual que el padre de Ada.
John de Strathbogie, el marido de Ada, era el hijo de David de Strathbogie y nieto del conde Duncan II de Fife. Ambos fueron los antecesores de la dinastía de condes Strathbogie de Atholl, que comenzó con su hijo David, VIII conde de Atholl.
Falleció antes del 25 de diciembre de 1266.